# Su-čchien
Su-čchien (čínsky pchin-jinem Sùqiān, znaky 宿迁) je městská prefektura v Čínské lidové republice, kde patří k provincii Ťiang-su. Rozloha celé prefektury je 8 572 čtverečních kilometrů a v roce 2004 zde žilo přes pět milionů obyvatel, převážně Chanů; v roce 2020 měla prefektura necelých pět milionů obyvatel.

## Poloha
Su-čchien leží v severozápadní části provincie Ťiang-su na východě Čínské lidové republiky. Hraničí na severozápadě se Sü-čou, na severovýchodě s Lien-jün-kangem, na jihu s Chuaj-anem a na západě s provincií An-chuej.

## Administrativní členění
Městská prefektura Su-čchien se člení na pět celků okresní úrovně, a sice dva městské obvody a tři okresy.
| jezero · Chung-ce jezero · Luo-ma Su-čcheng Su-jü okres · Šu-jang okres · S’-jang okres · S’-chung |        |                       |                    |                                  |
| Název                                                                                              | Název  | Počet obyvatel (2020) | Rozloha km² (2020) | Hustota zalidnění (obyv. na km²) |
| český přepis                                                                                       | znaky  | Počet obyvatel (2020) | Rozloha km² (2020) | Hustota zalidnění (obyv. na km²) |
| Městské obvody                                                                                     |        |                       |                    |                                  |
| Su-čcheng                                                                                          | 宿城区 | 1 034 392             | 1 018              | 1 016                            |
| Su-jü                                                                                              | 宿豫区 | 588 520               | 1 146              | 514                              |
| Okresy                                                                                             |        |                       |                    |                                  |
| Šu-jang                                                                                            | 沭阳县 | 1 674 978             | 2 300              | 728                              |
| S’-jang                                                                                            | 泗阳县 | 829 562               | 1 389              | 597                              |
| S’-chung                                                                                           | 泗洪县 | 858 740               | 2 719              | 316                              |
| |        |                       |                    |                                  |
| Celkem                                                                                             | Celkem | 4 986 192             | 8 572              | 582                              |